# Ridge e furrow

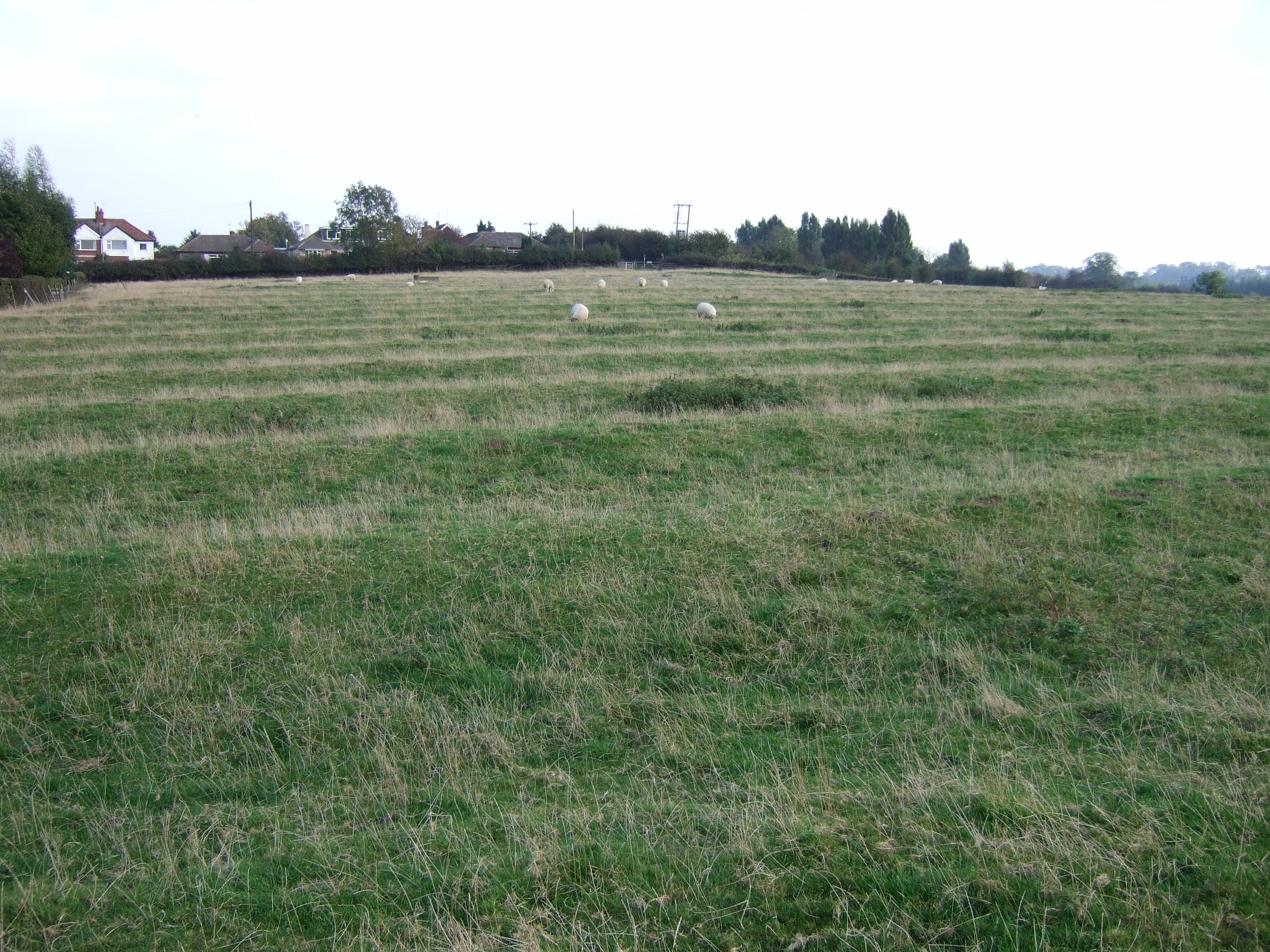
Ridge e Furrow nell'East Leake, Nottinghamshire

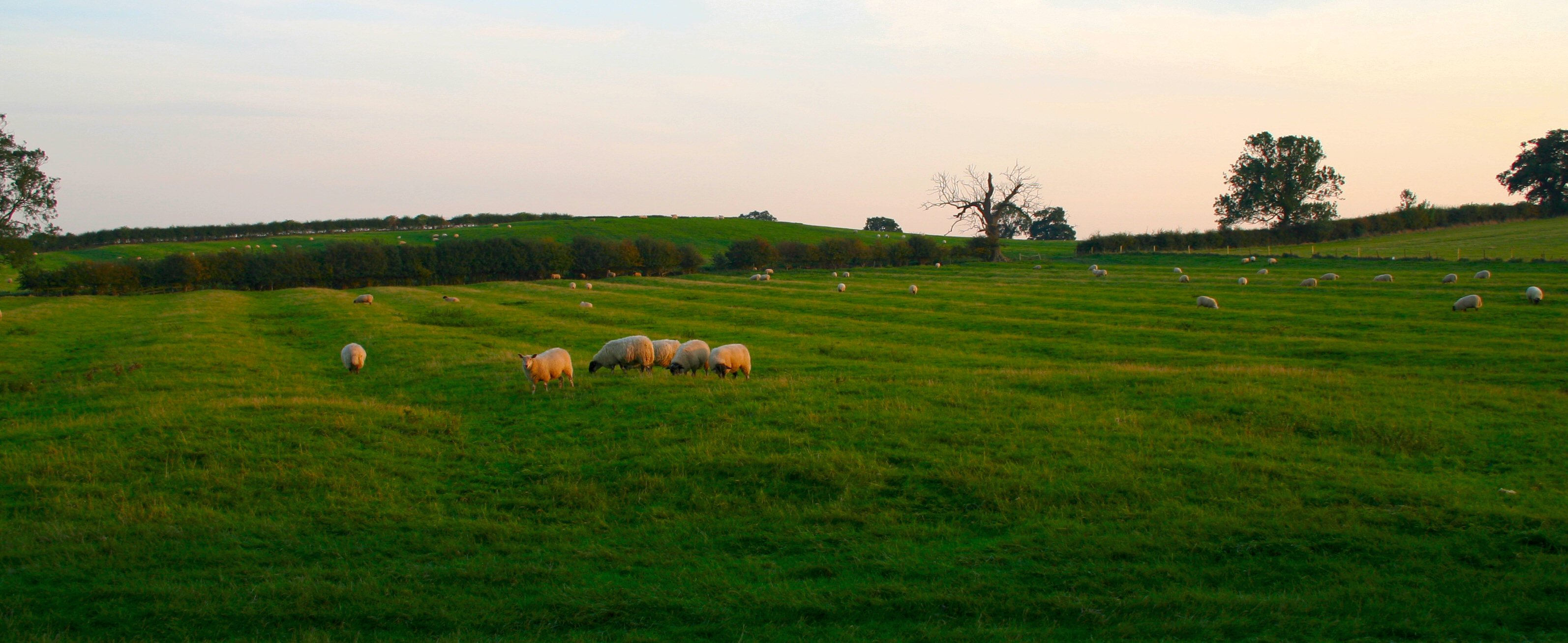
Ridge e Furrow nel Grendon, Northamptonshire

Il termine ridge e furrow - in lingua inglese ridge and furrow (lett. porca e solco) - è spesso usato dagli archeologi ed altri (più che altro nell'ambito delle Isole Britanniche) per descrivere la forma di tumuli (peaks) e canali (troughs) creatisi nel campo da un sistema di aratura utilizzato in Europa durante il Medioevo. I primi esempi risalgono al periodo post-romano e il metodo sopravvisse fino al XVII secolo in alcune aree. Questo tipo di aratura viene anche trovato in Irlanda e altrove in Europa.
La topografia creata dalla porca e solco fu il risultato di un'aratura sulla stessa striscia di terra ogni anno con aratri non-reversibili (cioè aratri a singolo vomere).

## Origine

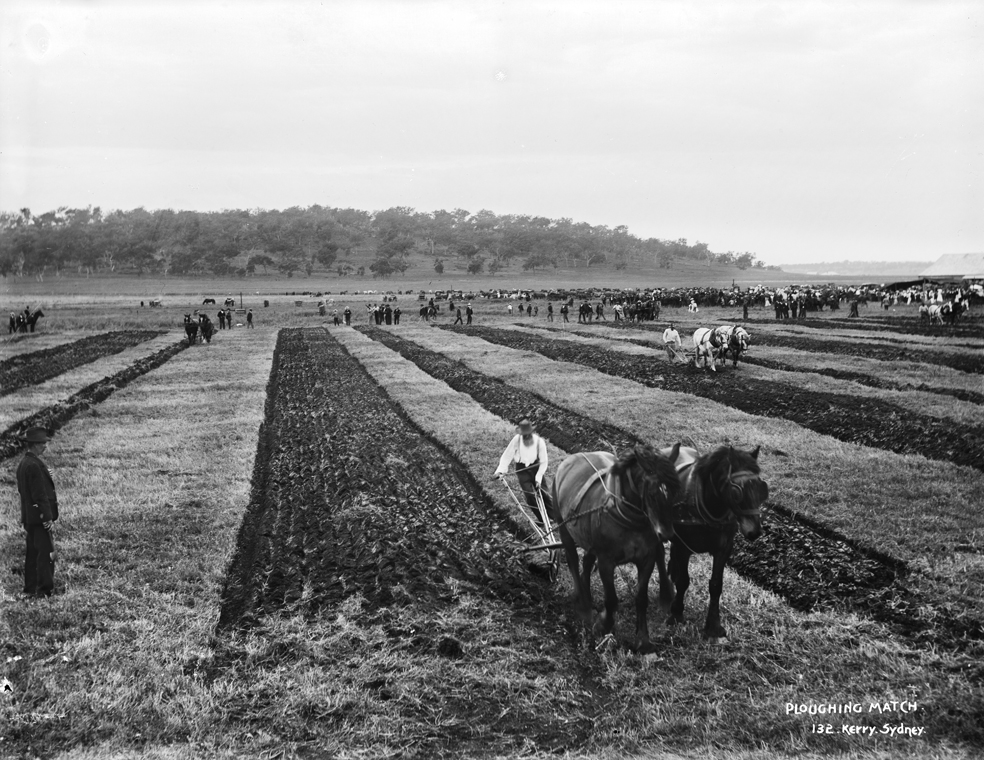
Aratura del 1900 circa con un aratro a singolo vomere, dove si vedono solchi riempiti verso il centro della striscia (N.B. - questo non è ancora un tipo di ridge e furrow, poiché in questo terreno la striscia è stata arata una sola volta)

Questo disegno illustra le origini delle forme de ridge e furrow.
Gli aratri tradizionali rivoltano il terreno verso una sola direzione, a destra (vedi aratro).  Questo significa che l'aratro non può voltarsi lungo lo stesso solco.  Anzi, l'aratura è fatta in senso orario attorno a una striscia rettangolare di terreno.  Pervenendo alla fine del solco, l'aratro viene rimosso dal terreno, spostato attraverso la terra non arata (lungo la larghezza della striscia), allora viene rimesso al suolo per farlo lavorare in senso inverso sull'altro della striscia (lungo la sua lunghezza).  La larghezza della striscia arata è abbastanza stretta, per evitare di dover trascinare l'aratro troppo lontano attraverso il terreno non arato.
Questo processo ottiene il risultato di accumulare il terreno verso la linea mediana della striscia rettangolare lungo tutta la sua lunghezza.
Nel medioevo ogni striscia di terreno, facente parte di grandi campi comuni (vedi campi aperti), era lavorata da una singola piccola famiglia, e il sito dell'aratura era ogni anno sempre lo stesso.  L'avvallamento del suolo, anno dopo anno, gradualmente s'innalzava verso il centro della striscia formando un cumulo lungo tutta la sua lunghezza, lasciando un avvallamento, o "solco" fra ogni cumulo (N.B. in questo il significato di "solco" è differente dal solco lasciato ad ogni passaggio di aratro).  Questo accumulo continuato nel tempo può essere chiamato riempitura o raccolta.  Si era pensato che i fondi rialzati offrissero un migliore drenaggio (su alcuni suoli ben drenati i campi erano lasciati piatti).  L'avvallamento spesso segnava il confine fra due appezzamenti.  Sebbene variassero, tradizionalmente una striscia (nei paesi anglosassoni) sarebbe una furlong (ovvero "furrow-long") in lunghezza, (circa 200 metri), e una catena larga (circa 20 metri), dando un'area di un acro (circa 0.4 ha), ovvero lo spazio di terreno arato nell'arco di un giorno.
Quando l'aratura continuava per secoli e secoli, i metodi successivi rimossero la modellatura del terreno a ridge e furrow.  Comunque, in alcuni casi la terra divenne pascolo, e nei luoghi dove non si è più arato, il modello originario è stato spesso preservato.  I ridge e furrow sopravvissuti possono avere una differenza d'altezza che va da 0,5 a 0,6 metri in certi luoghi, e dà un effetto fortemente ondeggiante al paesaggio.  Quando in uso attivo (il terreno tramite l'aratura), la differenza d'altezza era a volte anche più pronunciata, oltre 1,5 metri.

## Strisce curve
Quando l'aratura veniva fatta con numerose coppie di piccoli buoi (come succedeva durante l'Alto Medioevo), le coppie insieme con l'aratro erano lunghi molti metri.  Questo produceva un particolare effetto sui campi di ridge e furrow.  Una volta pervenuti al termine del solco (furrow), i buoi avrebbero incontrato il confine per prima, e si sarebbero voltati alla sua sinistra, mentre l'aratro continuava così come possibile lungo il solco.  Quando l'aratro arrivava alla fine, i buoi si trovavano allineati frontalmente verso sinistra lungo il confine non arato.  Ogni paio di buoi avrebbe dunque girato attorno per andare poi verso destra lungo il confine, attraversando la fine della striscia di terreno, ed essi dunque sarebbero ripartiti giù in senso inverso, paralleli all'opposto solco, trascinadosi dietro l'aratro.  Durante il tempo che l'aratro arrivava all'inizio del solco (furrow), i buoi sarebbero stati già pronti a spingerlo in avanti.
Il risultato di ciò fu che verso la fine, ogni furrow veniva a curvarsi leggermente verso sinistra, dando a questi primi ridge e furrows una leggera forma ad S rovesciata.  Questa forma ancora sopravvive in alcuni luoghi come confini di campi curvi, anche dove la forma stessa del ridge e furrow è ormai svanita.
Se i buoi fossero stati girati a destra alla fine del furrow, mentre l'aratro raggiungeva la fine del furrow, essi sarebbero allineati lungo il confine, un po' oltre l'inizio del nuovo furrow.  Questi sarebbero stati mossi goffamente lateralmente dentro il furrow per essere pronti ad arare.  Girando verso sinistra evitavano così un movimento obliquo.
Poiché i buoi divennero più grandi e gli aratri più efficienti, c'èra bisogno di coppie più piccole, poiché queste prendevano meno spazio verso il confine, e così arare dritto divenne più facile – e più facile ancora divenne quando furono usati coppie di cavalli, dimodoché successivamente i ridge e furrow sarebbero stati più dritti.

## Localizzazione e sopravvivenza
Alcuni degli esempi meglio conservati di ridge e furrow sopravvivono nelle Midlands (Inghilterra) nelle contee di:
- Leicestershire
- Nottinghamshire
- Northamptonshire
- Oxfordshire
- Warwickshire

I Ridge e furrow spesso sopravvivono sul suolo più alto dove la terra arabile veniva successivamente rivoltata sopra il cammino di greggi nel XV secolo e non è mai stata arata fino all'avvento dei moderni metodi di aratura; oggi sopravvivono ancora come pascolo e allevamento per pecore, dove l'effetto è chiaramente visibile, specialmente in certe condizioni di illuminazione e vengono, inoltre, associate con i villaggi medievali abbandonati.